# コルボン (カルヴァドス県)
コルボン（仏: Corbon）は、フランスのバス＝ノルマンディー地域圏、カルヴァドス県に属する元コミューン。2015年1月1日、ノートル＝ダム＝デストレと合併して新たにノートル＝ダム＝デストレ＝コルボン（Notre-Dame-d'Estrées-Corbon）となった。

## 地理
県都カーンの東24km、リジューから西に19kmほどいった田園地帯に位置する。いくつかの集落がまとまり一つのコミューンを形成している。ヴィ川が北西に流れる。北西でオト＝アン＝オージュ、東でノートル＝ダム＝デストレ、西でメリ＝コルボンなどのコミューンと隣り合う。幹線道路のD152が東西に通る。

## 行政
近年の首長
| 在任期間  | 在任期間  | 氏名                                 | 所属   | 備考   |
| 就任      | 退任      | 氏名                                 | 所属   | 備考   |
| --------- | --------- | ------------------------------------ | ------ | ------ |
| ?         | 2001年3月 | ユベール・ル・バロン Hubert Le Baron | -      | -      |
| 2001年3月 | 2008年3月 | クロード・エグール Claude Égret      | -      | -      |
| 2008年3月 | 現職      | フィリップ・ダニエル Philippe Daniel | 無所属 | 公証人 |

## 人口の推移[1]
| 1962年 | 1968年 | 1975年 | 1982年 | 1990年 | 1999年 | 2007年 |
| ------ | ------ | ------ | ------ | ------ | ------ | ------ |
| 96     | 82     | 72     | 66     | 65     | 56     | 67     |